# Kitchen Kabaret
Kitchen Kabaret was een attractie in Epcot in het Walt Disney World Resort in Florida, die werd geopend op 1 oktober 1982, tezamen met het park en het The Land-paviljoen. De attractie was een 13-minuten durende animatronisshow en werd gesloten op 3 januari 1994, om plaats te maken voor de soortgelijke attractie Food Rocks.

## Beschrijving
Ter introductie van de show zingt Bonnie Appetite het liedje Meal Time Blues. Ze ziet er vermoeid uit, draagt kookboeken en heeft haar haar in een knotje. De lichten gaan vervolgens uit om met de show te beginnen.
De eerste act bestaat uit het liedje Chase Those (Meal Time) Blues Away, dat gezongen wordt door Bonnie Appetite en de Kitchen Krackpots-band. Deze band bestaat uit verschillende potten met voedsel (zoals een mayonaisepot of een mosterdpot). Aan het begin van de act verschijnen ze uit de vloer en na afloop zakken ze weer terug. De enige animatronic van de band die geen ogen heeft is de mosterdpot.
In de twee act zingt Mr. Dairy Good, een melkpak, het liedje The Stars of the Milky Way, terwijl zijn dames uit de koelkast later opkomen en meezingen: Miss Cheese, Miss Yoghurt en Miss Ice Cream. Zij zijn gekleed in de stijl van extravaganten uit de jaren 30. Zo zingt Miss Cheese als Mae West. Elke keer dat ze uit de koelkast komen, verschijnt er rook die condens voor moet stellen.
Tijdens de derde act zingen de Cereal Sisters, die bestaan uit Oats, Rice en Corn, het liedje Boogie Woogie Bakery Boy in dezelfde stijl als de Andrews Sisters. Ze worden vergezeld door een trompet-spelende boterham.
De vierde act toont twee eieren: Mr. Hamm en Mr. Eggs. Afwisselend vertellen ze grapjes en zingen ze korte liedjes. Wanneer de eieren weer verdwijnen, zakken ze naar beneden in een pan, en komt er rook uit om het koken van het water te simuleren.
In act vijf komt de Latijns-Amerikaanse band Colander Combo and the Fiesta Fruit op om het liedje Veggie Veggie Fruit Fruit te zingen. Ongeveer in het midden van het liedje verschijnt uit het plafond Bonnie Appetite in een pak zoals dat van Carmen Miranda, zittend op een halve maan.
In de finale van de show zingen Bonnie Appetite en elk ander figuur uit de show een samenvoeging van hun liedjes. Bonnie zegt het publiek vaarwel en het doek sluit, met hierop het logo van Kraft Foods geprojecteerd, de sponsor van het The Land-paviljoen.

## Verschijning van de figuren buiten de show
Disney bouwde een hele merchandise rondom de figuren uit de show op. Zo verschenen er kleurboeken, CD's, boekjes, ansichtkaarten en pins met daarop de figuren uit de show. Zelfs nadat de attractie werd gesloten, verschenen de figuren uit de show nog op het Epcot International Food and Wine Festival.
Mr. Eggz verscheen ook nog in een andere attractie in Epcot, in CommuniCore, waar hij uitlegde hoe computers animatronics besturen.
Op 17 augustus 2007 verscheen een herdenkingspin van de attractie als onderdeel van de White Glove Remember When-verzameling.